# Río Astaburuaga
Río Astaburuaga är ett vattendrag i Chile.   Det ligger i regionen Región de Atacama, i den nordöstra delen av landet, 700 km norr om huvudstaden Santiago de Chile. Río Astaburuaga ligger vid sjön Laguna del Negro Francisco.
Trakten runt Río Astaburuaga är ofruktbar med lite eller ingen växtlighet. Trakten runt Río Astaburuaga är nära nog obefolkad, med mindre än två invånare per kvadratkilometer.